# Killeshandra
Killeshandra, aussi Killashandra, (nom de lieu irlandais : Cill na Seanrátha, qui signifie église de l'Old Rath (ringfort)) est une petite ville dans le comté de Cavan, en Irlande.

## Géographie
La ville est située à 20 km (12 miles) au nord-ouest de la ville de Cavan et au centre de la région des lacs et des géoparcs du comté de Cavan, dans l'environnement de la rivière Erne, de captages des rivières, de lacs, de terres humides et de terres boisées. Avec le Lough Oughter, Zone de protection spéciale (ZSP), elle est reconnue Natura 2000 par le programme de l'Union Européenne pour la protection de la faune et la flore depuis 2010.
La population de Killeshandra est de 1 143 habitants en 2016,.

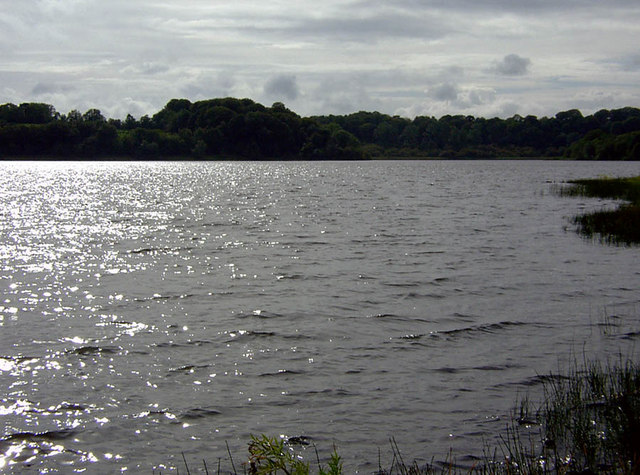
Glasshouse Lough.
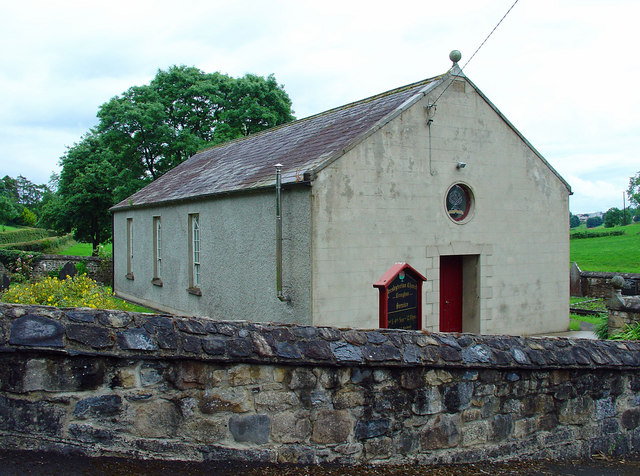
Église presbytérienne.
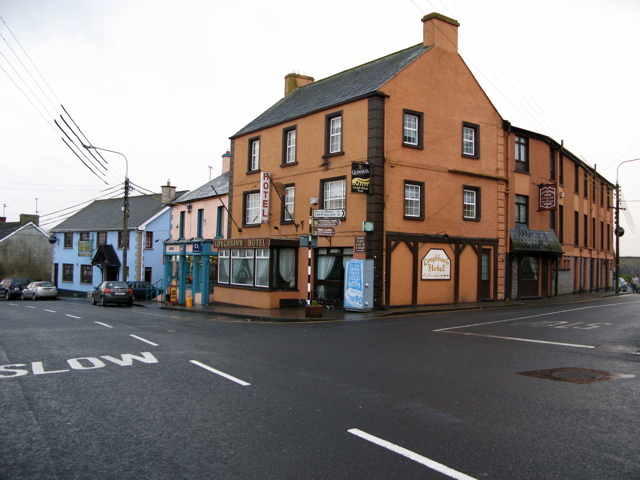
Loughbawn Hotel.
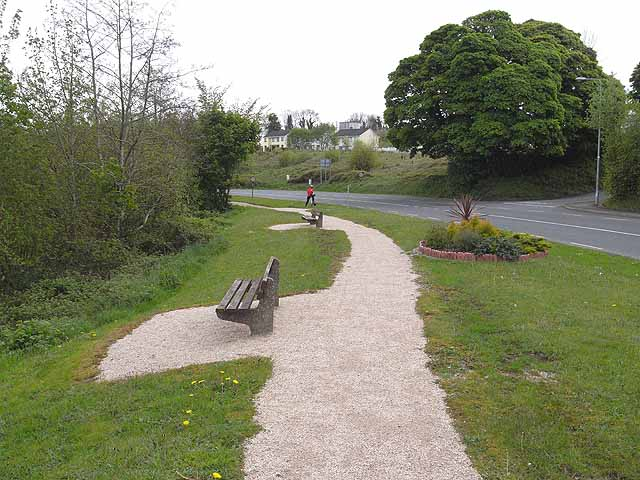
National Looped Walk.

## Histoire
Killeshandra doit ses origines à l'Ulster Plantation, lorsque Sir Alexander Hamilton d’Innerwick, en Écosse, se voit accorder des terres par la Couronne en juillet 1610, pour la construction d’un château et la création d’une communauté protestante autour de la baronnie de Tullyhunco.
La rébellion irlandaise de 1641 et la guerre civile ont été une période particulièrement difficile dans l'histoire de Killeshandra, car les Hamiltons et leurs voisins, les Craigs, ont été chassés de leurs terres par les O'Reillys.
Ce n'est qu'après la guerre, pendant la période de la Restauration (1660), que Sir Francis Hamilton a repris le contrôle de la région. Il entreprend alors de construire une ville de marché avec des planteurs écossais et des colons migrants huguenots particulièrement réputés pour leurs connaissances industrielles et économiques. Les nouveaux colons et leurs familles se sont rapidement adaptés aux conditions locales et ont commencé à cultiver du lin et à le transformer dans la région de Cavan.
Les premières archives papales d'un édifice religieux de la région datent du XIVe siècle, elles font état de l'emplacement d'un ancien fort puis d'une dépendance du prieuré de Drumlane, appelée l'« église du Rath ».
À partir du début du XVIIe siècle, l'église fut réformée à des fins protestantes et comprenait les terres de glebe attribuées par les Hamiltons au diocèse anglican de Kilmore, pour un culte épiscopal écossais.
Plus tard, lorsque la paix a été rétablie, l'église a été réaménagée vers 1688 (église jacobéenne) en un édifice destiné aux membres décédés de la famille d'origine écossaise de Hamilton. Les vestiges de cette église sont classés monument national protégé et sont toujours visibles à l'extrémité de la ville (en face de Lakeland Dairies). Cette église présente des caractéristiques architecturales inhabituelles ; elle est en forme de T, avec un transept orienté au sud dans le style néo-classique de la Renaissance. Elle est décrite dans le Guide de Pevsner sur l'Ulster du Sud comme « sans doute le plus bel édifice de restauration d'Ulster, une belle évocation de l'éloquence architecturale croissante de l'époque ». La fenêtre orientée à l'est arbore un style gothique plus traditionnel. Des ornements héraldiques de la famille Hamilton sont visibles sur le mur du pignon sud et les piliers de la porte.
Lorsqu'une nouvelle église anglicane fut construite (vers 1842), plus haut dans la rue principale, certains des monuments commémoratifs de la famille Hamilton, attribués au célèbre sculpteur irlandais William Kidwell, furent enlevés de l'ancienne église et placés dans le nouvel édifice où ils peuvent encore être vus.
Le cimetière a continué à être utilisé sous la forme d'une « communauté mixte » pendant plus d'un siècle après la fermeture de l'église ; il est maintenant protégé au titre du patrimoine national. Ce cimetière comprend des mausolées du XIXe siècle et des monuments héraldiques du début du XIIIe siècle.

## Économie

### Industrie laitière
La Drummully Cooperative Society a été fondée le 23 septembre 1896 lors de la première réunion de travail ordinaire de la société. À cette époque, 222 actions avaient été émises, la grande majorité des membres ne prenant qu'une action d'1 £ chacun. Les agriculteurs de la région avaient promis de fournir du lait provenant de 987 vaches et un comité avait été provisoirement créé pour établir une crémerie à Killeshaandra. Ainsi a commencé une industrie qui est devenue un modèle à suivre pour le reste du pays.
En mars 1898, la nouvelle entreprise laitière devient la Killeshandra Cooperative Agricultural Society, elle est citée comme la meilleure crémerie de son temps, remportant des prix pour le beurre et les produits laitiers, en Irlande et à l'étranger. Au moment de son centenaire, la Killeshandra Coop traitait le lait de plus de 4 000 producteurs. Aujourd'hui, cette coopérative s'est transformée par le biais de fusions avec d'autres entreprises pour former les Lakeland Dairies, reconnues à l'échelle internationale, la deuxième coopérative laitière et le troisième transformateur laitier en Irlande.
La coopérative opère sur une base transfrontalière, emploie plus de 800 personnes et compte 2 400 producteurs laitiers qui fournissent du lait à la coopérative depuis 15 comtés. À la fin de l'année 2017, ils transforment 7,5 milliards de litres de lait par an en une gamme de produits à valeur ajoutée et en ingrédients alimentaires exportés dans le monde entier.
En octobre 2013, Lakeland Dairies achète les anciens locaux voisins de l'Ulster Bank, situés dans la ville de Killeshandra, à côté du siège de la société.

### Production linière
La production de lin autour de Killeshandra a considérablement augmenté à la suite d'une incitation en 1760 du Linen Board.
Le répertoire de 1824 de Pigot la décrit plus tard comme « le plus grand marché de lin du comté, et les habitants de la ville et de ses environs sont principalement employés pour sa fabrication ».
Cependant, le fait de ne pas tirer profit des nouvelles méthodes industrielles de production a fait perdre de son importance à Killeshandra, face à la concurrence des producteurs plus au nord.

## Sports
Killeshandra est spécialement cotée par Failte Ireland pour la pêche sportive et de loisirs.
C'est aussi une plaque tournante du festival de marche de Cavan, en mai de chaque année. Plusieurs sentiers de randonnée et pistes cyclables en boucle ont été aménagés dans le parc forestier de Killykeen.
La ville possède un club de football, Killeshandra GFC, connu localement sous le nom de Killeshandra Leaguers.

## Discographie
- Le groupe Brady's Leap de l'Ohioan Irish Folk a publié un disque compact intitulé « The Road to Killeshandra ». William Greenway, poète et professeur d'anglais à la Youngstown State University, chante sur la chanson titre.
- La chanson de Dominic Behan, Come Out Ye Black and Tans (en), se réfère aux « ruelles vertes et charmantes de Killeshandra ».
- Dans la chanson de folk irlandais, Cavan Girl, le narrateur se promène à la première personne sur « la route de Killeshandra » qui s'étend sur « douze kilomètres autour du lac Oughter pour se rendre à la ville de Cavan ».
- Images et échos de Killeshandra 1899-1999, Conseil communautaire de Killeshandra, 1999, principalement des photographies de la communauté du XXe siècle.

## Personnalités locales
- Michael Donohoe (1864–1958), Philadelphie, démocrate et U.S. Representative de Pennsylvanie de 1911 à 1915, né à Killeshandra.
- Thomas Lough 1850-1922 de Killeshandra Drummully East, pionnier de Killeshanadra Cooperative Agricultural & Dairy Society. Membre du parlement, libéral, pour West Islington, Londres.
- George Richardson (1831-1923), militaire, décoré de la Victoria Cross, originaire de Derrylane, Killeshandra.
- John Joe O'Reilly (1919–1952), ancien joueur du Cavan Gaelic football.
- Philip O'Reilly, ancien membre du parlement pour Cavan et, en 1641, leader de la Rebellion.
- Tom O'Reilly, ancien politicien de Cavan.
- David Poe de Dring, Kildallon, grand-père de l'écrivain américain Edgar Allan Poe.
- William Farrell, architecte de Killeshandra Church of Ireland.
- William Hales (1747-1831), auteur et, pendant 43 ans, recteur de Killeshandra.
- Alan Boyle, acteur, The Butcher Boy (film de 1997).
- Eamonn Owens (né en 1983, Killeshandra), acteur, The Butcher Boy  (film de 1997).
- Stephen King, ancien du Cavan Gaelic football.
- Séamus Dolan (1914-2010), parlementaire irlandais (TD) pour Cavan/Monaghan constituency, membre du sénat, membre du conseil d'état.
- Bernard Hands, marine marchande, Killeshandra, pompier, mort sur le RMS Titanic, avril 1912.
- Ross Farrelly, chanteur d'Irish rhythm & blues, du groupe The Strypes.